# Hipopion

Olho com hipopion onde é possível observar o acúmulo de pus na parte inferior causado pelo efeito da gravidade.

O termo hipopion, também usado como hipópio ou hypopyon, é aplicado em medicina para designar a existência de pus na câmara anterior do olho humano formando um nível horizontal por efeito da gravidade. As origens mais frequentes são os processos infecciosos que atacam a córnea, a úvea e todo o interior do olho. Pode estar associado com a Síndrome de Behçet.